# Giuse Liệu Hoành Thanh
Giuse Liệu Hoành Thanh (sinh 1966, tiếng Trung:廖宏清, tiếng Anh:Joseph Liao Hong-qing) là một giám mục người Trung Quốc của Giáo hội Công giáo Rôma. Ông hiện đảm trách chức vị giám mục chính tòa Giáo phận Gia Ứng.

## Tiểu sử
Giám mục Thanh sinh ngày 9 tháng 8 năm 1966 tại Trung Quốc. Sau khoảng thời gian dài tu học, ông được thụ phong chức vị linh mục ngày 25 tháng 7 năm 1991. Tòa Thánh bổ nhiệm linh mục Giuse Liệu Hoành Thanh làm Giám mục chính tòa Gia Ứng, kế nhiệm giám mục Antôn Chung Toàn Chương qua đời năm 2000. Lễ tấn phong cho Tân giám mục diễn ra vào ngày 26 tháng 9 năm 2003.